# Taraxacum livonicum
Taraxacum livonicum — вид квіткових рослин з родини айстрових (Asteraceae). Вид зростає в Європі: Естонія, Латвія, Фінляндія, північноєвропейська Росія, Польща; це багаторічна рослина помірних біомів.